# Kupa na Sŭvet·skata armiya 1957
La Coppa dell'Esercito sovietico 1957 è stata la 12ª edizione di questo trofeo, e la 17ª in generale di una coppa nazionale bulgara di calcio,  terminata il 7 novembre 1957. Il Levski Sofia ha vinto il trofeo per la settima volta.

## Primo Turno
| Squadra 1            | Risultato | Squadra 2           |
| -------------------- | --------- | ------------------- |
| FK Černomorec Burgas | 0 – 1     | Zavod Stalin Pernik |
| Čavdar Byala         | 1 – 3     | Slavia Sofia        |
| Spartak Pleven       | 1 – 0     | Spartak Sofia       |
| Botev Plovdiv        | 6 – 2     | Pavlikeni           |
| Spartak Varna        | 3 – 0     | Spartak Plovdiv     |
| Minjor Pernik        | 3 – 1     | Pirin Blagoevgrad   |
| Tundzha Yambol       | 0 – 2     | Černo More Varna    |
| Belasica Petrič      | 1 – 0     | Rodni Krile Sofia   |
| Dobrudža             | 0 – 3     | Lokomotiv Plovdiv   |

## Ottavi di finale
| Squadra 1           | Risultato   | Squadra 2         |
| ------------------- | ----------- | ----------------- |
| Spartak Varna       | 2 – 1       | Minjor Pernik     |
| CSKA Sofia          | 5 – 0       | Belasica Petrič   |
| Levski Sofia        | 2 – 1       | Dunav Ruse        |
| Marek Dupnica       | 3 – 5 (dts) | Lokomotiv Plovdiv |
| Zavod Stalin Pernik | 1 – 5       | Černo More Varna  |
| Spartak Pleven      | 1 – 0 (dts) | Botev Plovdiv     |
| Slavia Sofia        | 3 – 1       | Lokomotiv Sofia   |
| Šumen               | 2 – 2 (dts) | Haskovo           |

### Replay
| Squadra 1 | Risultato | Squadra 2 |
| --------- | --------- | --------- |
| Haskovo   | 0 - 3     | Šumen     |

## Quarti di finale
| Squadra 1         | Risultato | Squadra 2      |
| ----------------- | --------- | -------------- |
| Šumen             | 1 – 0     | Slavia Sofia   |
| Černo More Varna  | 0 – 1     | CSKA Sofia     |
| Lokomotiv Plovdiv | 0 – 1     | Levski Sofia   |
| Spartak Varna     | 0 – 1     | Spartak Pleven |

## Semifinali
| Squadra 1      | Risultato   | Squadra 2  |
| -------------- | ----------- | ---------- |
| Levski Sofia   | 2 – 0 (dts) | CSKA Sofia |
| Spartak Pleven | 6 – 1       | Šumen      |

## Finale
| Arbitro: | Martin Macko |

|                         |           |             |
| Kostov 15’ Yordanov 33’ | Marcatori | 21’ Borisov |